# 塞蒂莱斯
塞蒂莱斯（西班牙語：Setiles），是西班牙卡斯蒂利亚-拉曼恰瓜达拉哈拉省的一个市镇。总面积57平方公里，总人口148人（2001年），人口密度3人/平方公里。